# Континентальный кубок IAAF 2010
1-й Континентальный кубок IAAF прошёл 4—5 сентября 2010 года на стадионе «Полюд» в Сплите, Хорватия. Данные соревнования заменили традиционный Кубок мира по лёгкой атлетике, который прошёл 10 раз в промежутке с 1977 по 2006 годы. Для участия в турнире были сформированы четыре континентальные команды: Европа, Америка, Африка и Азия+Океания. На протяжении двух дней участники боролись за общую командную победу по итогам 40 легкоатлетических дисциплин.
Хорватская прыгунья в высоту Бланка Влашич перед родными трибунами установила новый рекорд соревнований 2,05 м и предприняла попытку побить мировой рекорд. Три попытки на высоте 2,10 м оказались неудачными.
Ольга Рыпакова из Казахстана установила новый рекорд Азии в тройном прыжке — 15,25 м. Этот результат стал 13-м за всю историю данного вида лёгкой атлетики, дальше Рыпаковой прыгали только 6 женщин.

## Формат
По сравнению с Кубком мира новый турнир претерпел существенные изменения в формате проведения. Теперь в нём принимали участие только сборные четырёх континентов, каждая из которых выставляла по 2 участника в каждую из 40 дисциплин Кубка (в беге на средние и длинные дистанции разрешалось заявить 3 участников, в зачёт шли два лучших результата). Система начисления очков осталась прежней (1-е место — 8 очков, 2-е место — 7 очков… 8-е место — 1 очко).
Отбор участников в команды осуществляли континентальные легкоатлетические федерации. Сборная Европы определялась по итогам чемпионата Европы 2010 года, сборная Африки — чемпионата Африки 2010 года, Америка и Азия с Океанией комплектовались на основе рейтинга сезона.
Раздельный мужской и женский зачёты были упразднены, теперь команды боролись за один Кубок.

## Командное первенство
По итогам двух дней борьбы победу одержала сборная Европы, набравшая 429 очков, Америка отстала всего на 9,5 очков (419,5). Однако спустя несколько лет после ряда допинговых дисквалификаций и аннулирования результатов итоги соревнований были пересмотрены, и уже через четыре года перед началом следующего Континентального кубка главный трофей 2010 года был передан в руки команды Америки.
| Место | Команда        | Очки  |
| ----- | -------------- | ----- |
| 1     | Америка        | 428,5 |
| 2     | Европа         | 379   |
| 3     | Африка         | 305   |
| 4     | Азия и Океания | 301,5 |

## Результаты

### Сильнейшие в отдельных видах — мужчины
Сокращения: WR — мировой рекорд | AR — рекорд континента | NR — национальный рекорд | CR — рекорд Континентального кубка

| Дисциплина                          | 1-е место                                                      | 1-е место          | 2-е место                                                                   | 2-е место          | 3-е место                                                               | 3-е место          |
| ----------------------------------- | -------------------------------------------------------------- | ------------------ | --------------------------------------------------------------------------- | ------------------ | ----------------------------------------------------------------------- | ------------------ |
| 100 м (ветер: +0,7 м/с)             | Кристоф Леметр · Европа/ Франция                               | 10,06              | Дэниел Бэйли · Америка/ Антигуа и Барбуда                                   | 10,10              | Марк Льюис-Фрэнсис · Европа/ Великобритания                             | 10,16              |
| 200 м (ветер: +0,2 м/с)             | Уоллас Спирмон · Америка/ США                                  | 19,95              | Чуранди Мартина · Америка/ Нидерландские Антильские острова                 | 20,47              | Бен Юссеф Мейте · Африка/ Кот-д’Ивуар                                   | 20,51              |
| 400 м                               | Джереми Уоринер · Америка/ США                                 | 44,22 CR           | Рикардо Чемберс · Америка/ Ямайка                                           | 44,59              | Майкл Бингэм · Европа/ Великобритания                                   | 44,84              |
| 800 м                               | Дэвид Рудиша · Африка/ Кения                                   | 1.43,37 CR         | Марцин Левандовский · Европа/ Польша                                        | 1.44,81            | Белал Али · Азия-Океания/ Бахрейн                                       | 1.44,92            |
| 1500 м                              | Амин Лаалу · Африка/ Марокко                                   | 3.35,49            | Меконнен Гебремедхин · Африка/ Эфиопия                                      | 3.35,70            | Леонель Манзано · Америка/ США                                          | 3.36,48            |
| 3000 м                              | Бернард Лагат · Америка/ США                                   | 7.54,75            | Мозес Кипсиро · Африка/ Уганда                                              | 7.54,98            | Байрон Пьедра · Америка/ Эквадор                                        | 7.55,52            |
| 5000 м                              | Бернард Лагат · Америка/ США                                   | 13.58,23           | Мозес Кипсиро · Африка/ Уганда                                              | 13.58,35           | Буабделлах Тахри · Европа/ Франция                                      | 13.58,79           |
| 3000 м с препятствиями              | Ричард Матилонг · Африка/ Кения                                | 8.09,67 CR         | Роба Гари · Африка/ Эфиопия                                                 | 8.09,87 NR         | Махидин Мехисси-Бенаббад · Европа/ Франция                              | 8.09,96            |
| 110 м с барьерами (ветер: −1,1 м/с) | Дэвид Оливер · Америка/ США                                    | 13,11              | Энди Тёрнер · Европа/ Великобритания                                        | 13,48              | Ши Дунпэн · Азия-Океания/ Китай                                         | 13,53              |
| 400 м с барьерами                   | Дэвид Грин · Европа/ Великобритания                            | 47,88              | Хавьер Кульсон · Америка/ Пуэрто-Рико                                       | 48,08              | Бершон Джексон · Америка/ США                                           | 48,62              |
| Прыжок в высоту                     | Рашид Эль-Маннаи · Азия-Океания/ Катар                         | 2,28 м             | Дональд Томас · Америка/ Багамские Острова                                  | 2,28 м             | Мартин Бернард · Европа/ Великобритания                                 | 2,25 м             |
| Прыжок с шестом                     | Стив Хукер · Азия-Океания/ Австралия                           | 5,95 м CR          | Рено Лавиллени · Европа/ Франция                                            | 5,90 м             | Дерек Майлз · Америка/ США                                              | 5,75 м             |
| Прыжок в длину                      | Дуайт Филлипс · Америка/ США                                   | 8,34 м (+0,6 м/с)  | Кафетьен Гомис · Европа/ Франция                                            | 8,10 м (+0,1 м/с)  | Кристиан Райф · Европа/ Германия                                        | 7,99 м (+0,8 м/с)  |
| Тройной прыжок                      | Мариан Опря · Европа/ Румыния                                  | 17,29 м (+0,6 м/с) | Алексис Копельо · Америка/ Куба                                             | 17,25 м (+0,2 м/с) | Филлипс Айдову · Европа/ Великобритания                                 | 17,24 м (+1,3 м/с) |
| Толкание ядра                       | Кристиан Кантвелл · Америка/ США                               | 21,87 м            | Томаш Маевский · Европа/ Польша                                             | 21,22 м            | Скотт Мартин [a] · Азия-Океания/ Австралия                              | 20,10 м [a]        |
| Метание диска                       | Роберт Хартинг · Европа/ Германия                              | 66,85 м            | Бенн Харрадайн · Азия-Океания/ Австралия                                    | 66,45 м AR         | Эхсан Хаддади · Азия-Океания/ Иран                                      | 64,55 м            |
| Метание молота                      | Либор Харфрейтаг · Европа/ Словакия                            | 79,69 м            | Дильшод Назаров · Азия-Океания/ Таджикистан                                 | 78,76 м            | Али Эль-Зинкави · Азия-Океания/ Кувейт                                  | 76,73 м            |
| Метание копья                       | Андреас Торкильдсен · Европа/ Норвегия                         | 89,26 м CR         | Герхардус Пинар · Африка/ ЮАР                                               | 83,17 м            | Маттиас Де Цордо · Европа/ Германия                                     | 82,89 м            |
| Эстафета 4×100 м                    | Америка Дэниел Бэйли Уоллас Спирмон Тайсон Гэй Чуранди Мартина | 38,25              | Азия-Океания Синдзи Такахира Наоки Цукахара Кэндзи Фудзимицу Синтаро Кимура | 39,28              | Африка Ханнес Драйер Симон Магакве Вильхельм ван дер Вейвер Тусо Мпуанг | 39,82              |
| Эстафета 4×400 м                    | Америка Нери Бренес Бершон Джексон Грег Никсон Рикардо Чемберс | 2.59,00            | Европа Майкл Бингэм Кевин Борле Владимир Краснов Мартин Руни                | 2.59,84            | Африка Гари Кикая Марк Мутаи Мохаммед Хуаджа Рабах Юсиф                 | 3.02,62            |

a  Все результаты белорусского толкателя ядра Андрея Михневича с августа 2005 года были признаны недействительными в связи с положительной допинг-пробой на чемпионате мира — 2005. Среди аннулированных результатов — третье место спортсмена на Континентальном кубке 2010 года с результатом 20,68 м.

### Сильнейшие в отдельных видах — женщины
| Дисциплина                          | 1-е место                                                                           | 1-е место                | 2-е место                                                           | 2-е место          | 3-е место                                                                  | 3-е место          |
| ----------------------------------- | ----------------------------------------------------------------------------------- | ------------------------ | ------------------------------------------------------------------- | ------------------ | -------------------------------------------------------------------------- | ------------------ |
| 100 м (ветер: +1,4 м/с)             | Келли-Энн Баптист · Америка/ Тринидад и Тобаго                                      | 11,05                    | Шалонда Соломон · Америка/ США                                      | 11,09              | Блессинг Окагбаре · Африка/ Нигерия                                        | 11,14              |
| 200 м (ветер: −0,6 м/с)             | Александра Федорива · Европа/ Россия                                                | 22,86                    | Елизавета Брызгина · Европа/ Украина                                | 23,37              | Сидони Мазерсилль · Америка/ Острова Кайман                                | 23,41              |
| 400 м                               | Амантле Монтшо · Африка/ Ботсвана                                                   | 49,89                    | Дебби Данн · Америка/ США                                           | 50,21              | Шерика Уильямс [b] · Америка/ Ямайка                                       | 50,70 [b]          |
| 800 м                               | Джанет Джепкосгеи · Африка/ Кения                                                   | 1.57,88                  | Кения Синклер · Америка/ Ямайка                                     | 1.58,16            | Дженнифер Медоуз [c] · Европа/ Великобритания                              | 1.58,88 [c]        |
| 1500 м                              | Хинд Дехиба · Европа/ Франция                                                       | 4.19,78                  | Николь Эдвардс · Америка/ Канада                                    | 4.21,34            | Кристин Вурт-Томас · Америка/ США                                          | 4.21,46            |
| 3000 м                              | Месерет Дефар · Африка/ Эфиопия                                                     | 9.03,33                  | Шеннон Роубери [d] · Америка/ США                                   | 9.04,82 [d]        | Малинди Элмор [d] · Америка/ Канада                                        | 9.05,75 [d]        |
| 5000 м                              | Вивиан Черуйот · Африка/ Кения                                                      | 16.05,74                 | Сентайеху Эджигу · Африка/ Эфиопия                                  | 16.07,11           | Молли Хаддл · Америка/ США                                                 | 16.08,60           |
| 3000 м с препятствиями              | Юлия Зарипова · Европа/ Россия                                                      | 9.25,46 CR               | Милка Чейва · Африка/ Кения                                         | 9.25,84            | София Ассефа · Африка/ Эфиопия                                             | 9.29,53            |
| 100 м с барьерами (ветер: −0,5 м/с) | Салли Пирсон · Азия-Океания/ Австралия                                              | 12,65                    | Лоло Джонс · Америка/ США                                           | 12,66              | Пердита Фелисьен · Америка/ Канада                                         | 12,68              |
| 400 м с барьерами                   | Никиша Уилсон · Америка/ Ямайка                                                     | 54,52                    | Аджоке Одумосу · Африка/ Нигерия                                    | 54,59 NR           | Ваня Стамболова · Европа/ Болгария                                         | 54,89              |
| Прыжок в высоту                     | Бланка Влашич · Европа/ Хорватия                                                    | 2,05 м CR                | Эмма Грин · Европа/ Швеция                                          | 1,95 м             | Леверн Спенсер · Америка/ Сент-Люсия                                       | 1,88 м             |
| Прыжок в высоту                     | Бланка Влашич · Европа/ Хорватия                                                    | 2,05 м CR                | Эмма Грин · Европа/ Швеция                                          | 1,95 м             | Надия Дусанова · Азия-Океания/ Узбекистан                                  | 1,88 м             |
| Прыжок с шестом                     | Светлана Феофанова · Европа/ Россия                                                 | 4,70 м CR                | Лиза Рыжих · Европа/ Германия                                       | 4,60 м             | Фабиана Мурер · Америка/ Бразилия                                          | 4,50 м             |
| Прыжок в длину                      | Юлия Тарасова · Азия-Океания/ Узбекистан                                            | 6,70 м (+0,4 м/с)        | Яргелис Савинье · Америка/ Куба                                     | 6,63 м (+0,5 м/с)  | Ольга Рыпакова · Азия-Океания/ Казахстан                                   | 6,60 м (+0,1 м/с)  |
| Тройной прыжок                      | Ольга Рыпакова · Азия-Океания/ Казахстан                                            | 15,25 м (+1,7 м/с) AR CR | Ольга Саладуха · Европа/ Украина                                    | 14,70 м (+1,5 м/с) | Яргелис Савинье · Америка/ Куба                                            | 14,63 м (+1,5 м/с) |
| Толкание ядра                       | Валери Адамс · Азия-Океания/ Новая Зеландия                                         | 20,86 м                  | Гун Лицзяо [e] · Азия-Океания/ Китай                                | 20,13 м [e]        | Мислейдис Гонсалес [e] · Америка/ Куба                                     | 18,62 м [e]        |
| Метание диска                       | Ли Яньфэн · Азия-Океания/ Китай                                                     | 63,79 м                  | Сандра Перкович · Европа/ Хорватия                                  | 63,29 м            | Ярелис Барриос · Америка/ Куба                                             | 62,58 м            |
| Метание молота                      | Татьяна Лысенко · Европа/ Россия                                                    | 73,88 м                  | Чжан Вэньсю · Азия-Океания/ Китай                                   | 73,69 м            | Ипси Морено · Америка/ Куба                                                | 72,73 м            |
| Метание копья                       | Сюнетте Фильюн [f] · Африка/ ЮАР                                                    | 62,21 м [f]              | Кимберли Микл [f] · Азия-Океания/ Австралия                         | 61,36 м [f]        | Линда Шталь [f] · Европа/ Германия                                         | 60,37 м [f]        |
| Эстафета 4×100 м                    | Америка Сидони Мазерсилль Дебби Фергюсон-Маккензи Шалонда Соломон Келли-Энн Баптист | 43,07                    | Европа Олеся Повх Наталья Погребняк Мария Ремень Елизавета Брызгина | 43,77              | Африка Рудди Занг Милама Агнес Осазува Олудамола Осайоми Блессинг Окагбаре | 43,88              |
| Эстафета 4×400 м                    | Америка Шерика Уильямс Дебби Данн Никиша Уилсон Кристин Амертил                     | 3.26,37                  | Африка [b] Фоласаде Абуган Эми Тиам Ндейе Сумах Амантле Монтшо      | 3.27,99 [b]        | Азия-Океания [b] Лорен Боден Джоди Хенри Оливия Тауро Аманда Крук          | 3.33,32 [b]        |

b  1 февраля 2019 года стало известно, что Спортивный арбитражный суд на основании доклада Макларена и показаний Григория Родченкова признал 12 российских легкоатлетов виновными в нарушении антидопинговых правил. Среди них оказалась бегунья на 400 метров Татьяна Фирова. Все её результаты с 20 августа 2008 года по 31 декабря 2012 года были аннулированы, в том числе на Континентальном кубке — 2010 в составе сборной Европы: третье место на дистанции 400 метров с результатом 50,45 и второе место в эстафете 4×400 метров (Ксения Усталова, Антонина Кривошапка, Либания Гренот, Татьяна Фирова) с результатом 3.26,58.

c  10 февраля 2017 года Спортивный арбитражный суд принял решение о дисквалификации российской легкоатлетки Марии Савиновой. На основании показателей биологического паспорта был сделан вывод о применении спортсменкой допинга. Савинова была дисквалифицирована на четыре года, а её результаты после 26 июля 2010 года — аннулированы, в том числе третье место на Континентальном кубке 2010 года в беге на 800 метров с результатом 1.58,27.

d  В 2013 году на основании показателей биологического паспорта была дисквалифицирована турецкая бегунья эфиопского происхождения Алемиту Бекеле. В связи с данным нарушением антидопинговых правил выступления спортсменки с 17 августа 2009 года были аннулированы, в том числе второе место на Континентальном кубке 2010 года в беге на 3000 метров с результатом 9.04,08.

e  15 ноября 2017 года ИААФ сообщила об аннулировании результатов белорусской толкательницы ядра Надежды Остапчук. Её допинг-проба, взятая на Олимпийских играх 2008 года, после перепроверки через восемь лет оказалась положительной. Выступления спортсменки с 16 августа 2008 года по 5 августа 2012 года были аннулированы, в том числе второе место на Континентальном кубке — 2010 с результатом 20,18 м.

f  5 сентября 2018 года Всероссийская федерация лёгкой атлетики сообщила о дисквалификации на 4 года метательницы копья Марии Абакумовой. После перепроверки её допинг-проб с Олимпийских игр 2008 года и чемпионата мира 2011 года в них был обнаружен запрещённый туринабол. Спортсменка отказалась от апелляции; все её выступления с 21 августа 2008 года по 20 августа 2012 года были аннулированы, в том числе первое место на Континентальном кубке 2010 года с рекордом соревнований 68,14 м.